# ماتیاس شولتز
ماتیاس شولتز (انگلیسی: Matthias Schulz؛ زادهٔ ۱۳ سپتامبر ۱۹۶۳) بازیکن فوتبال است.